# Loise De Rosa
Loise De Rosa (Pozzuoli, 14 o 16 octubre de 1385 –Nàpols, després de 1475), fou un cronista de tarannà popular i semiculte del quatrocento napolità. Es va dedicar a escriure al final de la seva vida (entre 82 i 90 anys), després d'haver passat tota una vida com a cap del servei («majordom» ) a la cort del Regne de Nàpols, primer al servei. dels sobirans Ladislau d'Anjou Durazzo i Joana II , i després d'Alfons el Magnànim, de Ferran d'Aragó i d'Ippolita Maria Sforza.
És conegut per una única obra, que és també un dels primers productes de la llengua vernacla de Nàpols: una "petita" crònica marcada per una empremta peculiaríssima dintre de l'escena literària vulgar del quatrocento, no només el napolità. Amb una escriptura lligada a una dimensió més aviat oral, De Rosa, encara que contigua a la cort de la Corona d'Aragó, destaca clarament l'enorme distància que separa la seva crònica popular d'altres formes més literàries, vinculades de manera inseparable a l'escriptura, madurada dins l'entorn cultural i humanístic de la cort napolitana.
La qualitat del seu treball ha rebut diversos judicis de valor positius. Fou molt estimat per. Benedetto Croce, que el va anomenar "simpàtic i vell conversador", una figura típica d'aquells criats que, amb un llenguatge hiperbòlic, "traslladen a ells mateixos la importància dels seus mestres". Loise De Rosa és fins i tot referit com el més gran autor napolità de l'època per Gianfranco Contini, que el considera superior no només a Masuccio Salernitano, sinó també a Jacopo Sannazaro.
L'extrema proximitat del seu llenguatge a l'ús oral, amb l'absència gairebé completa de mediació i artificis literaris, fa que l'obra de De Rosa, a més a més, sigui un document molt important per al coneixement i la història de la llengua napolitana..

## Orígens

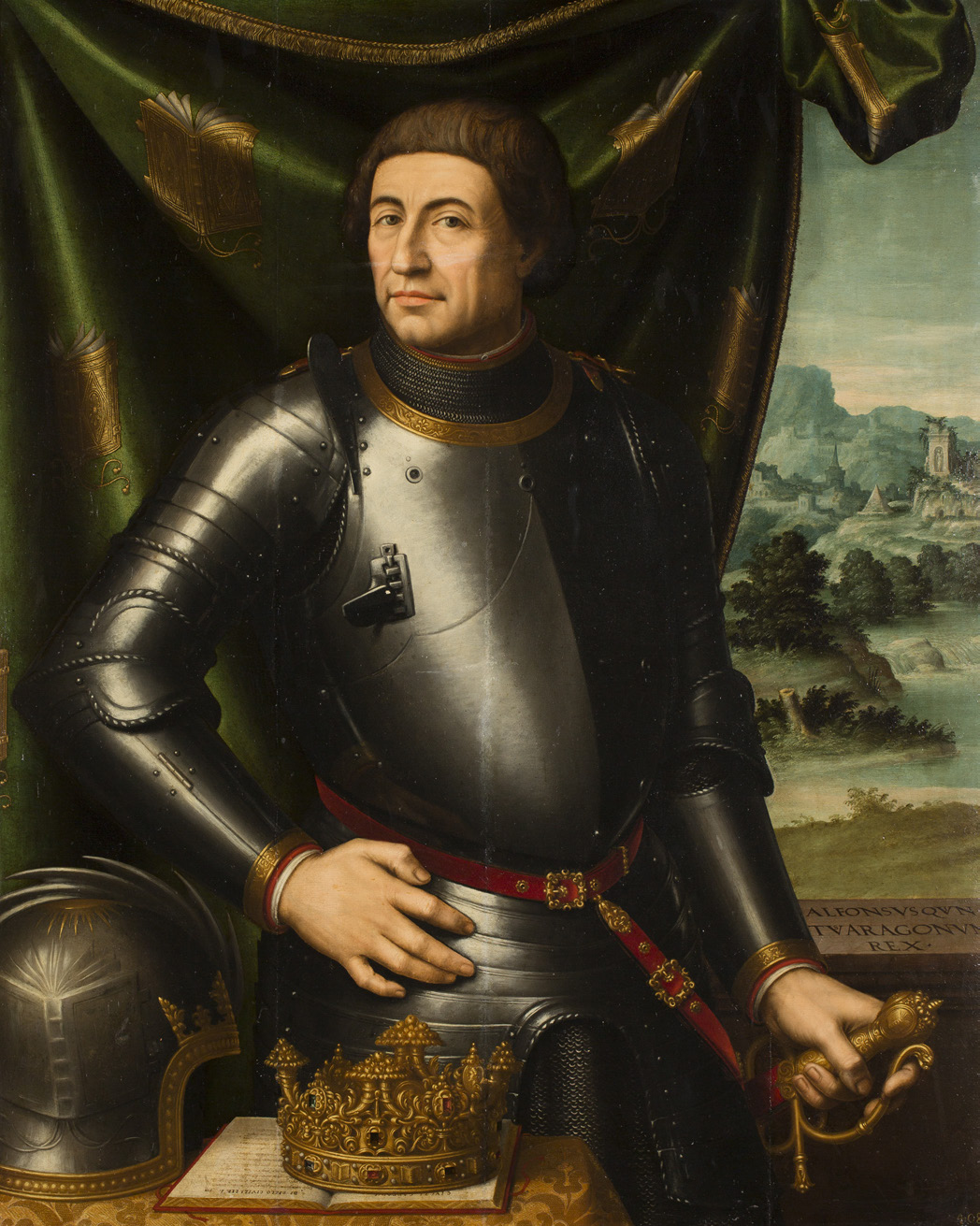
Alfons el Magnanim, un dels caps coronats a qui Loise va servir.

Loise de Rosa, com ell mateix vol informar al lector, era un cortesà que servia a importants famílies patrícies de Nàpols. Increïble és la sèrie de tasques que hauria rebut a la vida: virrei de Bisceglie i de la vall de Gaudo, diverses vegades governador de la ciutat, vicealmirall de la flota reial, majordom del cardenal de Nàpols, del príncep de Salern, del duc de Sora, del Comte de Troia i del Rei Ferran de Nàpols.
Es creu que De Rosa era d'un estatus social i cultural mediocre, una mena de " mestre de casa ", poc lletrat, […] cap de servents, organitzador de cerimònies i festes ", una col·locació que el va convertir en "el" paraninfe " en el matrimoni de tots els senyors del Regne". De Rosa posseeix una forma de competència "completa" a l'escriptura, un "saber fer per llegir i escriure suficient per al seu ofici de" mestre de palau". Des d'aquest horitzó cultural, nodrit d'oralitat i sentit, De Rosa dibuixa no només " maneres expressives, sinó també nombrosos esquemes conceptuals ". Amb aquest equipatge d'un home "poc-alfabetitzat" De Rosa, que havia arribat a la vellesa, es va proposar abordar les seves memòries.

## Cròniques i records

### El manuscrit de la BNP

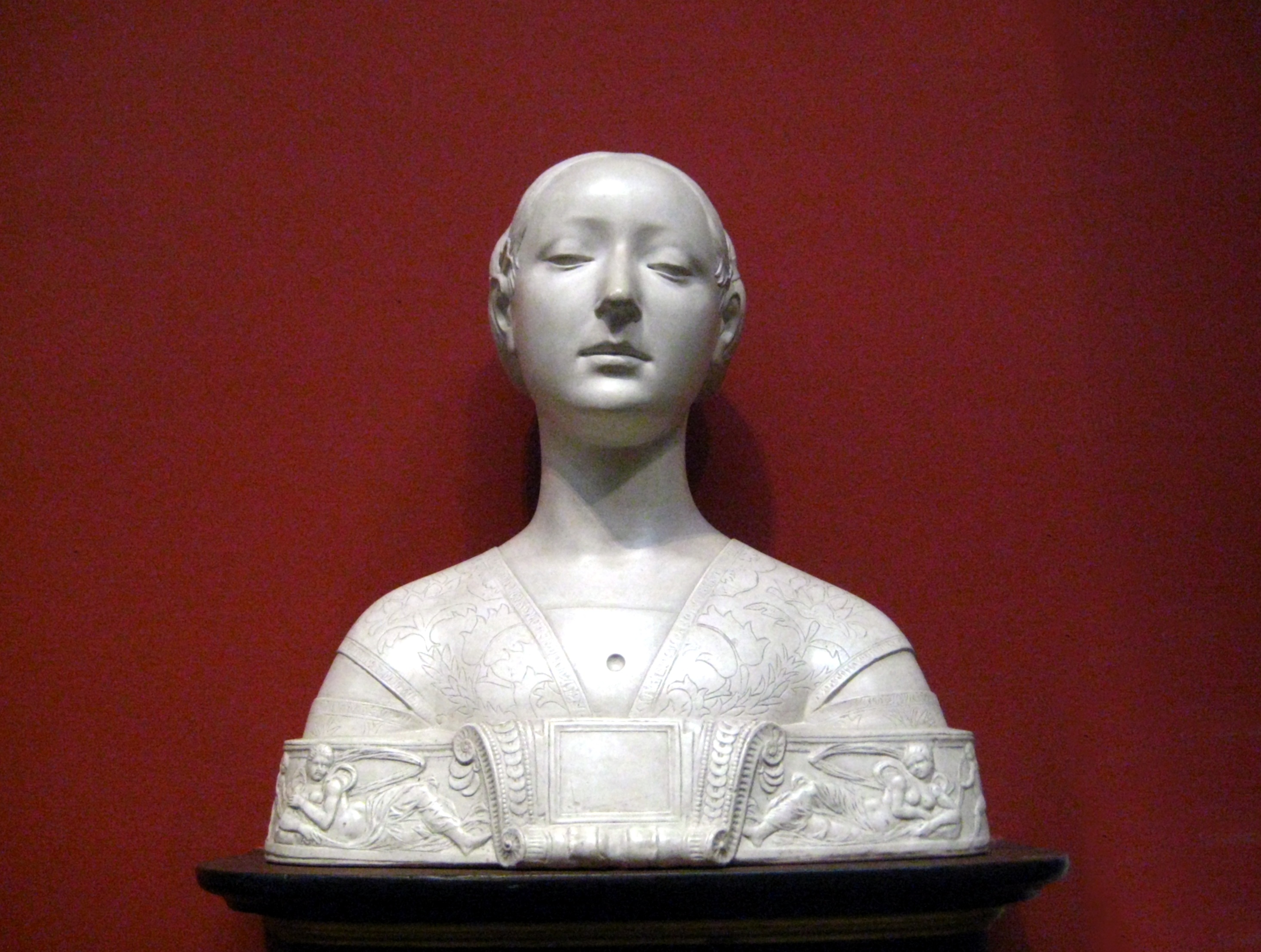
Francesco Laurana, presumpte retrat d'Ippolita Maria Sforza. Repartiment del Museu Puixkin a partir d'un original perdut, al Museu Bode de Berlín.

Les <i id="mwOw">Memòries de</i> De Rosa es conserven en un codi manuscrit de 73 fulls en quart, únic i probablement autògraf, que es conserva a la Biblioteca Nacional de París, procedent de la Biblioteca Nàpols, on va ser dipositada per Ippolita Maria Sforza (1445). - 1488), educada protectora de les arts i esposa d'Alfons II d'Aragó (1448) - 1495), duc de Calàbria i efímer futur rei de Nàpols en 1494-1495.

#### Estructura de l'obra
El manuscrit està compost de tres escriptures, la primera de les quals és més gran seguida de les altres dues més succintes.

##### Primer escrit
El primer escrit és una llarga sèrie de records de la seva vida i de la seva carrera, adreçats a un determinat "donno Alonso", un personatge, amb una identificació de la qual no hi ha certesa. Croce creia que, malgrat que l'autor "posava a la seva boca paraules catalanes", el Donno Alonso no havia de "identificar-se amb el duc homònim de Calàbria, sense tenir cap al·lusió a la persona i al seu rang" (En aquest cas, Croce al·ludeix al duc de Calàbria Alfonso II, mentre que les paraules posades a la boca de Don Alonso han de ser referides al llenguatge català, que es va convertir en la llengua oficial del Regne després de l'expulsió dels Angevins i l'entrada d'Alfons el Magnànim a Nàpols.). També hi ha aquells que no exclouen la identificació de Donno Alonso amb el rei Alfonso el Magnànim, inclinat a la confiança amb els humils, o de bon gust per barrejar-se amb les persones més humils, fins i tot d'incògnit, per obtenir informació i sentiments sobre el sentiment comú.

##### Segon escrit
El segon escrit és un elogi de l'excel·lència de la ciutat de Nàpols, en comparació amb una sèrie de competidores (Roma, Venècia, Milà, però també el Caire). El campaniliste panegíric de Loise De Rosa situa la ciutat napolitana, per sobre, de totes les rivals il·lustres.

##### Tercer escrit
L'obra es tanca amb el tercer escrit, una crònica cívica que tracta dels anys que van de l'emperador Conrad IV fins als seus dies.
Aquesta última part de l'obra es va iniciar el 1471, quan Loise va passar alguns anys al servei d'Ippolita Maria Sforza, que havia estat casada amb Alfons II anys abans: és la "Madamma la duquessa de Calàbria" a qui el discurs de De Rosa s'adreça directament.

#### Data de l'obra
L'escriptura de les Memòries sembla que va començar formalment el 1452, data a la qual es refereix el començament del primer escrit. Cal assenyalar, no obstant això, que el progrés de l'obra revela una redacció cronològicament no lineal, realitzada diverses vegades: de fet, immediatament després del començament, De Rosa enumera les sis reines amb les quals havia servit, inclosa Isabella de Clermont. primera esposa del rei Ferrante d'Aragó que va morir el 30 de març de 1465, que immediatament es refereix a una època ben després de 1452. Aquí, com en qualsevol altre lloc, hi ha un ressorgiment d'anotacions anteriors, a partir d'un esborrany anterior o d'una espècie de diari, dirigit inicialment al rei Alfonso, els continguts de la qual es van integrar posteriorment al corpus principal de la crònica, escrits principalment probablement entre el 1467 (quan va estar al servei d'Ippolita Maria Sforza, que havia estat casada amb Alfons II dos anys abans) i de 1475 (quan es va declarar noranta en el tercer guió).

### Contingut i estil
En la incertesa marxa autobiogràfica de l'obra, De Rosa aboca una sèrie desordenada de records, testimonis, anècdotes dels dos períodes que va viure el regne de Nàpols.
De Rosa no només no persegueix cap objectiu artístic, sinó que, en estretor dels seus horitzons, "ni tan sols sospita que hi ha un art de l'escriptura, diferent del tinter i de la ploma, sobre la qual volca l'onada de la conversa ": la immediatesa de la prosa, una oralitat transfosa en una paraula escrita, apresa sense cap mediació, però també privada, per la seva naturalesa de qualsevol dispositiu literari, a Benedetto Croce li sembla similar a l'operació de gravar una pista so, "perquè la ploma no és per a ell més que un fonògraf ".

### Valor històric, documental i lingüístic
En presentar aquest material a l'escriptura, De Rosa es basa predominantment en la dimensió de l'oralitat, simpàtica a la seva formació com a semi-humana: l'autor es basa en l'experiència directa, en escoltar, en la seva memòria, confiant en continguts mediats per la memòria col·lectiva. del seu entorn, però sense utilitzar fonts escrites.

#### Límits històrics i documentals
Això es tradueix en les connexions problemàtiques que regeixen la cadena d'experiència: la memòria - escriptura, la complexitat de la qual es resol en una sèrie de distorsions i inexactituds, si no de veritables invencions fabuloses, que afecten la fiabilitat dels fets narrats.
La perspectiva individual de l'experiència es converteix en el punt de vista únic des del qual proposar esdeveniments històrics, eliminant qualsevol deslligament dels fets: la individualitat inflada del narrador, àspera i petulant, sempre irromp en l'escriptura de records, generalitzada i intrusiva. La crònica sempre està inclinada en aquesta perspectiva tan personal, fins i tot quan es parla de fets dramàtics i convulsius, com el 1423, el dia de la detenció de Giovanni "Sergianni" Caracciolo per Alfons el Magnànim i el setge de Giovanna II de Nàpolsd a Castel Capuano, a qui Loise De Rosa atorga el mateix tracte que un dia normal.
Malgrat les limitacions culturals i psicològiques, l'escriptura de Loise, segons una anotació de Giorgio Petrocchi, és capaç de situar-nos en la presència del «sentit de la ciutat i del seu temps […] viu i palpitant fins i tot en la prosa analfabeta. d'una gent presumptuosa i mitòmana ".

#### Valor lingüístic
Precisament en la seva prosa característica, gairebé desproveïda de qualsevol elaboració literària, s'hi troba un altre dels mèrits de l'obra: l'escriptura de De Rosa, amb prou feines partint del que havia de ser el registre parlat de Nàpols del segle xv, és un document lingüístic de gran importància. per a la història i l'estudi de la llengua napolitana.

### Edicions del manuscrit
- «Tre scritture napoletane del secolo XV». A: Giuseppe De Blasiis. Archivio storico per le provincie napoletane. IV, 1879, p. 411-467.
- Loise De Rosa. Il bugiardo napoletano. Cronache e ricordi.  Greco, 1967.
- Antonio Altamura. Napoli aragonese nei ricordi di Loise De Rosa.  Libreria Scientifica Editrice, 1971 (senza commento linguistico, con glossario e indici).

Edició crítica
- LOISE DE ROSA. Vittorio Formentin. Ricordi. Edizione critica del ms. Ita. 913 della Bibliothèque Nationale de France. II volumi.  Salerno, 1998. ISBN 88-8402-261-4.